# Nothoscordum calderense
Nothoscordum calderense är en amaryllisväxtart som beskrevs av Pierfelice Ravenna. Nothoscordum calderense ingår i släktet vaniljlökar, och familjen amaryllisväxter. Inga underarter finns listade i Catalogue of Life.